# Molossops (subgènere)
Molossops és un subgènere del gènere Molossops de la família de ratpenats dels molòssids, que engloba dues de les quatre espècies del gènere. Totes les espècies d'aquest grup viuen a Sud-amèrica.

## Taxonomia
- Ratpenat cuallarg de Surinam (Molossops neglectus)
- Ratpenat cuallarg de Temminck (Molossops temminckii)